# Parisoordeel (mozaïek)
Het Parisoordeel (Frans: Jugement de Pâris) is een mozaïek uit de eerste helft van de tweede eeuw uit Antiochië. Sinds 1936 maakt het deel uit van de collectie van het Louvre in Parijs.

## Geschiedenis
Het mozaïek werd in 1932 ontdekt in Antiochië. Het is een van de belangrijkste mozaïeken van de oude stad, die op korte afstand van het huidige Antakya ligt. In de oudheid maakte het deel uit van een grote mozaïekvloer in de eetkamer (triclinium) van een huis met een atrium. In totaal bevatte het mozaïek, dat ooit 7,2 x 4,8 m groot was, vijf beeldvelden. Het Parisoordeel vormde het centrale en grootste paneel. De andere panelen tonen de drinkwedstrijd van Hercules (Worcester Art Museum), Aphrodite en Adonis (The Art Museum, Princeton-university), een dansende maenade (Baltimore Museum of Art) en een dansende satyr (Baltimore Museum of Art).
Het mozaïek werd waarschijnlijk kort na 150 na Chr. gemaakt. In dat jaar werd Antiochië getroffen door een zware aardbeving.

## Voorstelling
Het paneel in het Louvre toont het oordeel van Paris, een van de gebeurtenissen die leidden tot de Trojaanse Oorlog. Paris wordt zittend in het midden van de scène afgebeeld, terwijl hij moet aangeven welke van de drie godinnen rechts, Athena, Hera of Aphrodite (v.l.n.r.), het mooist is. De kudde schapen die Paris aan het hoeden was op de berg Ida, is eveneens afgebeeld. Links overziet Hermes het tafereel. Boven hem kijkt Psyche vanaf een rots naar beneden, terwijl rechts, boven de godinnen, Eros vanaf de top van een pilaar ook naar beneden kijkt. Beiden hebben een fakkel in hun hand.
De compositie wordt omlijst door een rijk versierde band waarin wijnranken een prominente rol spelen. Tussen de bladeren zijn vogels (waaronder een pauw) en twee gezichten (mogelijk van Silenus en Dionysos) te zien. Deze rand was geïnspireerd op een Hellenistisch voorbeeld uit Pergamon.
De Italiaanse archeoloog Doro Levi zag een zeker impressionistisch effect in het werk, vooral in de wisselwerking tussen licht en schaduw. Het oordeel van Paris was een populair thema in de oudheid. Er zijn zes voorbeelden geïdentificeerd onder de muurschilderingen in Pompeï, die teruggaan op een Hellenistisch origineel dat ook als inspiratie voor het mozaïek in Antiochië diende. Er zijn echter slechts drie andere mozaïeken bekend. Deze zijn gevonden op Kos en in Casariche en Cástulo in Spanje.

## Afbeeldingen

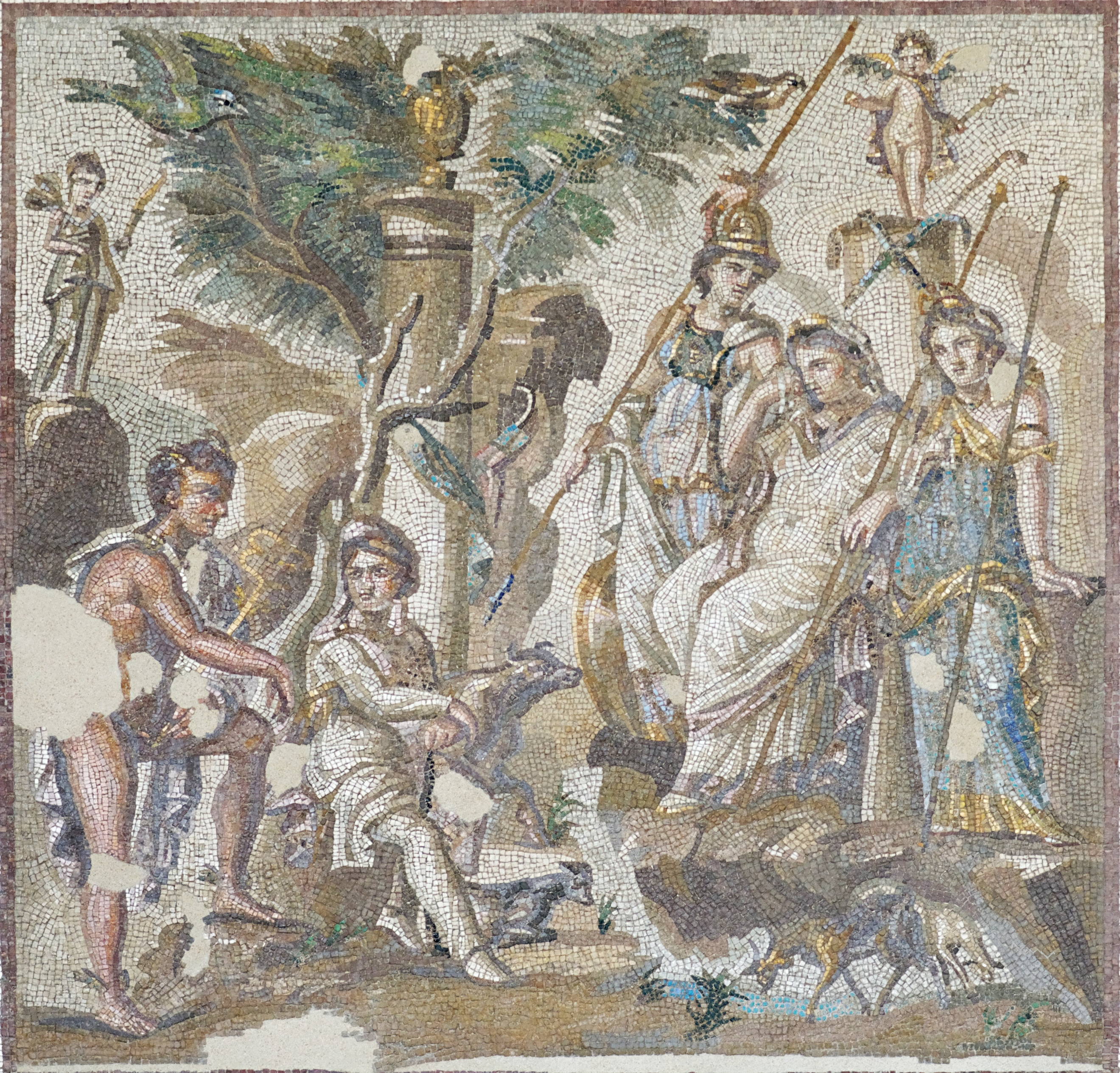
Parisoordeel
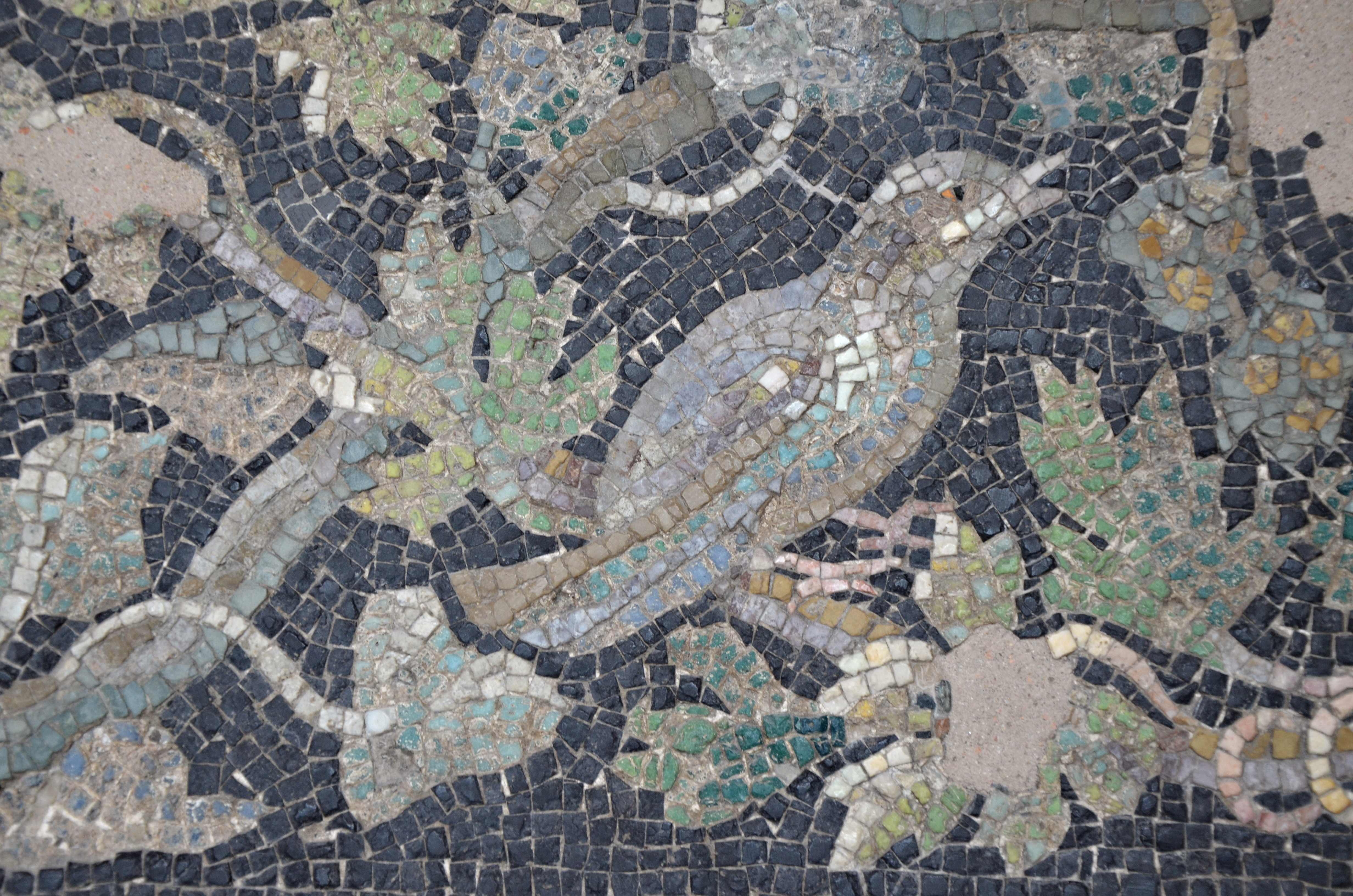
Detail
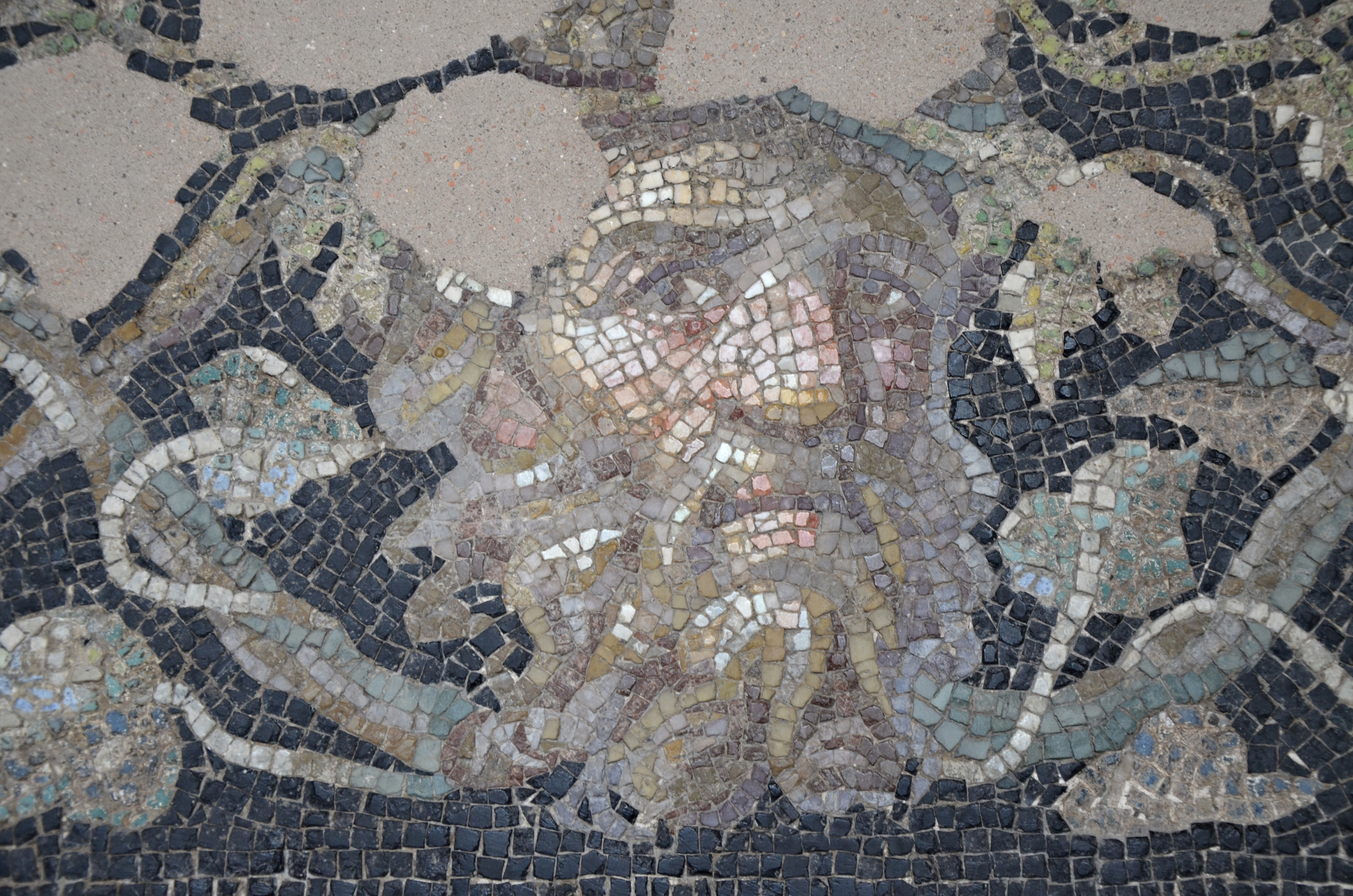
Detail
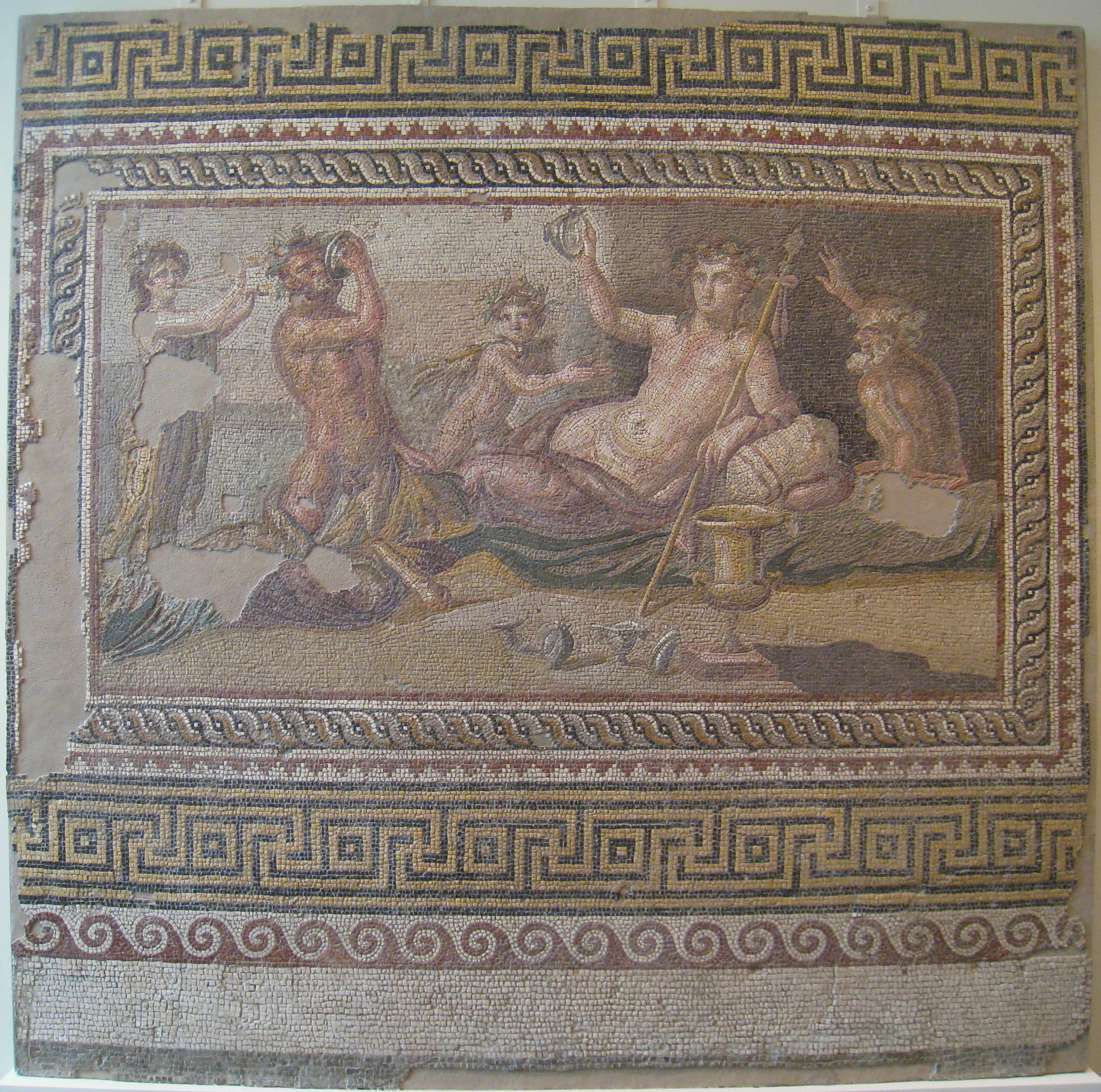
Drinkwestrijd van Hercules, onderdeel van originele mozaïek